# Aleksander II. Karađorđević
Aleksander Karađorđević (srbsko Александар Карађорђевић), srbski plemič in vojak, * 17. julij 1945, London, Združeno kraljestvo.
Aleksander je trenutni vodja rodbine Karađorđević, kraljeve rodbine ukinjenega prestola Jugoslavije ter Srbije. Aleksander je edinec zadnjega jugoslovanskega kralja Petra II. in njegove žene princese Aleksandre Grške. Prvih nekaj mesecev svojega življenja je nosil naziv prestolonaslednika v Demokratični federativni Jugoslaviji do razglasitve Federativne ljudske republike Jugoslavije novembra 1945, ko je bila monarhija odpravljena. V javnosti se naziva z vladarskim imenom "Aleksander II. Karađorđević" (srbsko Александар II Карађорђевић, latinizirano: Aleksandar II Karađorđević) kot pretendent srbskega prestola.
Rodil se je in odraščal v Združenem kraljestvu, v zgodnjem obdobju življenja pa je imel tudi tesne stike s svojimi sorodniki, britansko kraljevo družino. Njegova botra sta bila Jurij VI. Britanski in njegova hči, princesa Elizabeta. Po svojemu očetu je Aleksander neposredni potomec britanske kraljice Viktorije, po svojem prapradedu princu Alfredu, Viktorijinemu drugemu sinu. Po materini strani je prav tako potomec kraljice Viktorije, po svoji praprababici Viktoriji Nemški, Viktorijini najstarejši hčeri. Aleksander je prepoznaven kot podpornik ustavnega monarhizma ter po svojem humanitarnem delu.

## Položaj ob rojstvu
Kot mnogi drugi evropski vladarji je kralj Peter II. med drugo svetovno vojno zapustil svojo državo, da bi ustanovil vlado v izgnanstvu. Jugoslavijo je zapustil aprila 1941 ter junija prispel v London. Jugoslovanska kraljeva vojska je kapitulirala 18. aprila.
Po teheranski konferenci, so zavezniki prenehali podpirati rojalistične četnike ter so namesto njih podprli komunistično vodene partizane. Commenting on the event and what happened to his father, Crown Prince Alexander said, "He [Peter II] was too straight. He could not believe that his allies – the mighty American democracy and his relatives and friends in London – could do him in. But that's precisely what happened". Junija 1944 sta rojalistični predsednik vlade Ivan Šubašić ter komunistični vodja partizanov Josip Broz Tito podpisala sporazum o poskusu združitve kraljeve vlade in komunističnega gibanja.
29. novembra 1943 se je AVNOJ, katerega so sestavljali partizani, na  drugem zasedanju v Jajcu, oklical za suvereno vlado Jugoslavije ter razglasil, da bodo kraljevi vladi odvzete vse legalne pravice. 10. avgusta 1945, manj kot mesec po Aleksandrovem rojstvu, je AVNOJ državo imenoval Demokratična federativna Jugoslavija. 29. novembra 1945, je bila država razglašena za komunistično republiko in ime je bilo spremenjeno v Federativno ljudsko republiko Jugoslavijo.
Leta 1947 je bilo vsem članom kraljeve rodbine, z izjemo prastrica princa Džordža, odvzeto jugoslovansko državljanstvo ter je bila njihova lastnina zaplenjena.
Višje sodišče v Beogradu je 8. julija 2015 ugotovilo, da je odlok št. 392, ki ga je 3. avgusta 1947 izdalo predsedstvo prezidija državne skupščine, s katerim je bilo kralju Petru II. in drugim članom dinastije Karađorđević odvzeto državljanstvo, ničen od trenutka sprejetja v delih, ki se nanašajo na prestolonaslednika Aleksandra, in da so zato vse njegove pravne posledice nične.

## Rojstvo in otroštvo
Aleksander Karađorđević se je rodil kot prvi in edini otrok jugoslovanskega kralja Petra II. in njegove žene Aleksandre Grške, v apartmaju št. 212 hotela Claridge's na Brook Streetu v Mayfairu v Londonu. Britanski premier Winston Churchill naj bi suverenost nad apartmajem, v katerem je prišlo do rojstva, začasno prepustil kraljevini Jugoslaviji, da bi se prestolonaslednik rodil na jugoslovanskem ozemlju, vendar je zgodba morda apokrifna, saj o tem ne obstaja noben dokumentarni zapis. Drugi del zgodbe pravi, da so pod posteljo postavili škatlo zemlje iz domovine, da bi se princ lahko rodil na jugoslovanskih tleh. Apartma danes nosi številko 214 in je znan kot "Aleksandrov apartma" (Alexander's Suite).
V takratni depeši konzula Kraljevine Jugoslavije, dr. Dragana Protića, je bilo zapisano:
V čast mi je, da vas obvestim, da je njeno veličanstvo kraljica Aleksandra rodila sina v hotelu »Clergy« in da je na osebni izkaznici in potnem listu njenega veličanstva naveden naslov Upper Grosvenor Street 41.
Konzulova izjava zagotavlja, da se je prestolonaslednik rodil v hotelu, vendar je bil na veleposlaništvu svoje države registriran prek matere.
Aleksandrovo poreklo je kraljevsko, tako po očetovi kot po materini strani, ime je dobil po svojem dedku, jugoslovanskem kralju Aleksandru I. Karađorđeviću, enako ime pa je nosil tudi njegov dedek po materini strani, grški kralj Aleksander. Njegova babica po očetovi strani je bila kraljica Marija Karađorđević, romunska princesa, hči romunskega kralja Ferdinanda in kraljice Marije, ki je bila britanska princesa. Je neposredni potomec britanske kraljice Viktorije.
Aleksdander je bil krščen 24. oktobra 1945 v Westminstrski opatiji. Njegova botra sta bila člana britanske kraljeve družine, kralj Jurij VI. in njegova hči princesa Elizabeta, kasnejša kraljica Elizabeta II.
Zaradi različnih zdravstvenih in finančnih težav njegovi starši pretežno niso mogli skrbeti zanj, zato je Aleksandra vzgajala njegova babica po materini strani, grška in danska princesa Aspazija. Šolal se je na Trinity Schoolu, inštitutu Le Rosey, vojaški akademiji Culver v Gordonstounu, v Millfieldu in na kadetski šoli Mons v Aldershotu, ter nadaljeval kariero v britanski vojski.

## Vojaško služenje
Aleksander je diplomiral leta 1966 na Kraljevi vojaški akademiji Sandhurst, na kar je bil povišan v častnika 16./5. regimenta Kraljičinih kraljevih suličarjev, kjer je dosegel čin stotnika. Po službeni dolžnosti je obiskal Zahodno Nemčijo, Italijo, Bližnji vzhod ter Severno Irsko. Po odhodu iz vojske leta 1972 je Aleksander začel kariero v mednarodnih poslih, kjer mu je koristilo znanje mnogih jezikov.

## Zasebno življenje
1. julija 1972 je v mestu Villamanrique de la Condesa ob Sevilji v Španiji sklenil zakonsko zvezo s princeso Mario da Glorio Orléanssko-Braganško (roj. 1946), pripadnico brazilske cesarske rodbine, s katero sta mala bratranec in sestrična v četrtem kolenu, hkrati pa sta oba potomca Ferdinanda Saško-Coburško-Gothskega (1785–1851) in njegove žene Marije Antonije Koháry (1797–1862), kot tudi brazilskega cesarja Petra I in njegove žene, Marije Leopoldine Avstrijske. V zakonu so se jima rodili trije sinovi; Peter (* 5. februar 1980) ter dvojajčna dvojčka Filip in Aleksander (* 15. januar 1982).
Aleksander in Maria da Gloria sta se 19. februarja 1985 ločila. Oba sta nato vsak zase sklenila novo zakonsko zvezo. Maria da Gloria se je poročila s segorbskim vojvodo Ignacem de Medino (* 1947), medtem ko se je prestolonaslednik Aleksander poročil s Katherine Clairy Batis, hčerko Roberta Batisa in njegove žene Anne Dosti, civilno 20. septembra 1985, cerkveno pa naslednji dan v pravoslavni cerkvi sv. Save v Notting Hillu v Londonu. Vse od sklenitve zakona je, po uradni spletni strani družine, žena znana kot prestolonaslednica Katarina.
Kot bližnji sorodnik britanske kraljeve družine je bil aprila 2011 prisoten na poroki princa Williama v delu Westminstrske opatije, rezerviranem za ženinovo družino.
16. decembra 2017 se je skupaj z ženo Aleksander udeležil državnega pogreba svojega oddaljenega bratranca, romunskega kralja Mihaela v Bukarešti, kjer so bili prisotne tudi drugi vodje evropskih kraljevih družin ter povabljeni gostje.
19. septembra 2022 se je Karađorđević skupaj z ženo udeležil državnega pogreba svoje botre britanske kraljice Elizabete II.
6. februarja 2024 je po novicah o zdravju kralja Karla III. Aleksander razkril, da se je decembra 2023 zdravil zaradi raka prostate v zgodnji fazi.

## Vrnitev
Aleksander se sprva ni vmešaval v politično življenje v Srbiji, čeprav je bil naklonjen protikomunistični in protimiloševićevski opoziciji. Leta 1999 se je aktivno pridružil kampanji proti Slobodanu Miloševiću – imel je sestanke in bil v stalnem stiku s srbsko opozicijo in ljudmi po vsej nekdanji Jugoslaviji. Novembra 1999 je sklical veliko konferenco demokratične opozicije v Budimpešti , nato pa se je januarja udeležil srečanj v Banjaluki in aprila 2000 v Atenah .
Aleksander se je prvič vrnil v Jugoslavijo leta 1991 v spremstvu žene princese Katarine in sinov Petra, Filipa in Aleksandra. Poleg Srbije je leta 1999 obiskal tudi Črno goro ter Kosovo in Metohijo, leta 2000 pa spet Bosno in Hercegovino ter Črno goro. Aleksander se sprva ni vmešaval v politično življenje v Srbiji, čeprav je bil naklonjen protikomunistični in protimiloševićevski opoziciji. Leta 1999 se je aktivno pridružil kampanji proti Slobodanu Miloševiću ter – imel je sestanke in bil v stalnem stiku s srbsko opozicijo in ljudmi po vsej nekdanji Jugoslaviji. Novembra 1999 je sklical veliko konferenco demokratične opozicije v Budimpešti, nato pa se je januarja udeležil srečanj v Banjaluki in aprila 2000 v Atenah. Po Milošićevi odstavitvi leta 2000 se je preselil v Jugoslavijo.
27. februarja 2001 je parlament Zvezne republike Jugoslavije sprejel zakonodajo, ki je podelila državljanstvo članom družine Karađorđević. Zakonodaja naj bi tudi dejansko razveljavila odlok, s katerim je bilo družini leta 1947 državljanstvo odvzeto.
Razveljavitev je bila predmet nekaj razprav. Omeniti velja, da ZRJ ni bila naslednica SFRJ, temveč nova država, ter na podlagi tega sprejeta v Združene narode kot nova država. Zato je bila pristojnost nove države za razveljavitev dejanja druge, nekdanje države, vprašljiva. Družini Karađorđević je bilo pravzaprav podeljeno državljanstvo ZRJ, ni pa jim bilo "vrnjeno" kot takšno.
Zakonodaja ZRJ obravnava tudi vračilo premoženja družini Karađorđević. Marca 2001 je bilo premoženje, zaseženo njegovi družini, vključno s kraljevimi palačami, vrnjeno za stanovanjske namene, o lastništvu pa naj bi parlament odločal pozneje.
Od 17. julija 2001 živi v Kraljevskem dvoru na Dedinju, ekskluzivnem predelu Beograda. Palača, ki je bila dokončana leta 1929, je ena od dveh kraljevih rezidenc v Dvornem kompleksu; druga je Beli dvor, ki je bil dokončan leta 1936.

### Prizadevanje za ustavno monarhijo
Aleksander je zagovornik ponovne vzpostavitve ustavne monarhije v Srbiji in se ima za pravnomočnega kralja. Verjame, da bi monarhija lahko Srbiji zagotovila "stabilnost, kontinuiteto in enotnost".
Številne politične stranke in organizacije podpirajo ustavno parlamentarno monarhijo v Srbiji. Srbska pravoslavna cerkev je odkrito podprla obnovo monarhije. Umorjenega nekdanjega srbskega premierja Zorana Đinđića so pogosto videli v družbi Karađorđevića in njegove družine, kjer je podpiral njihove kampanje in projekte, čeprav njegova Demokratska stranka nikoli ni javno podprla monarhije.
Prestolonaslednik Aleksander je obljubil, da se ne bo vmešaval v politiko. S princeso Katarino veliko časa posvečata humanitarnemu delu.
Vendar pa se prestolonaslednik vse pogosteje udeležuje javnih dogodkov skupaj z voditelji Srbije, nekdanjih jugoslovanskih republik in člani diplomatskega zbora. 11. maja 2006 je v Kraljevskem dvoru priredil sprejem za delegate, ki so se udeležili srečanja o Srbiji in Črni gori. Sprejema so se udeležili guverner Narodne banke Srbije ter veleposlaniki in diplomati iz Slovenije, Poljske, Brazilije, Japonske, Združenih držav in Avstrije. Kasneje je imel osrednji govor pred predsednikoma vlad Vojislavom Koštunico in Milom Đukanovićem. V govoru je govoril o morebitnem članstvu Srbije v Evropski uniji. Delegatom je povedal:
Poleg tega moramo v Srbiji in Črni gori upoštevati, da ne glede na našo obliko v Evropski uniji, imamo samo eno izbiro in to je, da delamo za skupno dobro vseh držav članic. Prav tako je pomembno upoštevati, da se bo stabilnost v naši regiji povečala, ko bo Srbija popolnoma pomirjena sama s seboj.
Po uspešnem referendumu o neodvisnosti Črne gore 21. maja 2006 se je ponovna vzpostavitev srbske monarhije znašla v dnevnih političnih razpravah. Monarhistični predlog za novo srbsko ustavo je bil objavljen skupaj z drugimi predlogi. Dokument, sprejet oktobra 2006, je republikanski. Srbski narod ni imel možnosti glasovati o sistemu vlade.
Prestolonaslednik je sprožil vprašanje ponovne vzpostavitve kraljevega položaja takoj po glasovanju. V sporočilu za javnost, izdanem 24. maja 2006, je izjavil:
Uradno je potrjeno, da so prebivalci Črne gore glasovali za neodvisnost. Žalosten sem, vendar želim našim črnogorskim bratom mir, demokracijo in srečo. Črnogorci so naši bratje in sestre, ne glede na to, ali živimo v eni ali v dveh državah, tako je bilo in tako bo vedno.
Trdno verjamem v ustavno parlamentarno Kraljevino Srbijo. Spet moramo biti ponosni na močno Srbijo, ki je pomirjena sama s sabo in s sosedami. Bili smo ponosna, spoštovana in srečna država v dneh mojega pradedka kralja Petra I. Torej, zmoremo! Le če bomo imeli srbski duši blizu obliko vladavine: Kraljevino Srbijo.
Preprosto, kralj je nad dnevno politiko, je varuh narodne enotnosti, politične stabilnosti in kontinuitete države. V ustavnih parlamentarnih monarhijah je kralj zaščitnik javnega interesa: osebnega ali strankarskega interesa ni. Najpomembnejši je interes Srbije.

Pripravljen sem se srečati z vsemi našimi politiki; moramo sodelovati za skupno dobro Srbije in biti prijatelji v imenu prihodnosti naše države. Apeliram na konec nenehnih političnih prepirov, delitev in prepirov. Apeliram na zrelo demokratično razpravo v interesu Srbije. Srbija mora imeti jasne in realne cilje.
Leta 2011 je spletna anketa odprtega dostopa, ki jo je sestavil srbski srednjetržni tabloidni časnik Blic pokazala, da 64% Srbov podpira vrnitev monarhije. Druga anketa, ki se je vršila maja 2013 je obeležila 39% Srbov, ki bi podprli monarhijo in 32% proti. Javnost je imela zadržke tudi do Aleksandrovega očitnega neznanja srbskega jezika. 27. julija 2015 je časnik Blic objavil anketo "Da li Srbija treba da bude monarhija?" ("Bi Srbija morala biti monarhija?"); 49.8% anketirancev je izrazilo podporo obnovitvi monarhije, 44.6% jih je bilo proti in 5.5% jih je bilo glede vprašanja ravnodušnih.

## Odlikovanja
- Karađorđevići:
  - Kraljevi red Svetega kneza Lazarja[30]
  - Kraljevi red Karađorđeve zvezde[30]
  - Kraljevi red belega orla[30]
  - Sovereign Knight Grand Cross of the Royal Order of the Crown[30]
  - Kraljevi red svetega Save[30]
- Kraljeva družina Grčije: Kraljevi red Odrešenika
- Italijanska kraljeva družina: Kraljevi red svetih Mavricija in Lazarja

### Tuja
- Francija: Red legije časti
- Suvereni malteški viteški red: Malteški red za zasluge
- Švedska: Medalja ob 50. rojstnem dnevu švedskega kralja Karla XVI. Gustava
- Švedska: Medalja ob 70. rojstnem dnevu švedskega kralja Karla XVI. Gustava
- Združeno kraljestvo: Splošne medalja služenja

### Cerkvena
- Red carja Konstantina (Srbska pravoslavna cerkev)
- Retih svetih nadangelov Mihaela in Gabriela (Grška pravoslavna cerkev)
- Red svetega carja Nikolaja (Ruska pravoslavna cerkev v inozemstvu)
- Red svetega Save (prva stopnja) (Srbska pravoslavna cerkev)
- Red sv. kneza Lazarja (Raško-prizrenska eparhija, Srbska pravoslavna cerkev)